# Георги Икономов (революционер)
 Тази статия е за революционера.  За други значения вижте Георги Икономов.  
Георги Поптодоров Икономов е български революционер.

## Биография
Георги Икономов е роден на 20 април 1846 г. в Сливен в семейството на поп Тодор Икономов. Учи в родния си град при прочутия възрожденец, поет и музикант Добри Чинтулов. Кратко време живее при сестра си, женена за търговеца Д. Петров в Тулча. Работи като служител в Хиршовата железница.

### Ранна революционна дейност
През 1873 се става член Русенския частен революционен комитет на ВРО, основан от Васил Левски, и е сред най-дейните му членове. Тук се запознава със Захари Стоянов, който от 1874 също става член на комитета. Именно на Икономов се пада жребият от името на комитета да накаже със смърт предателя Стоян Пенев, словослагател в Каравеловата печатница в Букурещ. След този случай оставането му в Русе е опасно. Комитетът го прехвърля временно в Румъния.
След завръщане в България отново е чиновник и маневрист в компанията на барон Хирш по ж. п. линията Харманли-Одрин, в гарите Русе, Търново-Сеймен (Симеоновград) и Одрин. Сближава се с телеграфиста и началник на ж. п. станция на гара Белово Тодор Каблешков.

### Старозагорско въстание и Гюргевски комитет (1875)
На 12 август е избран за член на БРЦК.  Според плана на БРЦК в Букурещ за Старозагорското въстание (1875) е сред главните организатори. Когато Стамболов се отделя от своята чета, за да търси подкрепления предава военното командване на Икономов. След неуспеха на въстанието Георги Икономов емигрира в Румъния. Влиза в състава на Гюргевския комитет.  Първоначално е делегат  с право на съвещателен глас, но след ходайтайството на Стамболов БРЦК го приема за пълноправен член. 

### Априлско въстание (1876)
Гюргевският комитет го определя  за помощник-апостол на Иларион Драгостинов във II Сливенски революционен окръг. Добре е познат в родния си град, а полицията следи за неговото присъствие и той не успява да прояви инициатива. За да не изложи делого на опасност Икономов се възползва от предложението на Георги Бенковски и се прехвърля да действа в IV Пловдивски революционен окръг, в качеството си на помощник-апостол. Делегат на събранието в Оборище.
Известието за преждевременното обявяване на Априлското въстание (1876) в Копривщица на 20 април 1876 г. го заварва в Панагюрище. Веднага тръгва заедно с Панайот Волов и Орчо войвода за Стрелча, където участва в едно от първите сблъсквания с турците. Съвместно с Панайот Волов командва чета и участва в стълкновения с врага. На 28 март е "арестуван" от копривщенските чорбаджи заедно с Волов, Каблешков и даскал Найден. Впоследствие Орчо воевода ги освобождава с хитрост. Заедно с Волов повежда чета от 25 души към Габрово, с надежда да се свържат със Стамболов. Тук пред тях се разкрива грозната действителност - въстанието е потушено в кръв! Близо до Румъния четата се разделя. Зедно с Панайот Волов и Стоян Ангелов, Икономов се отправя към Румъния. След предателство е ранен в Бяла и при бягството се е застрелян близо до моста на река Янтра на 26 май 1876 г.

## Памет
На Георги Икономов е наречена улица в квартал „Люлин“ в София (Карта).
- Паметна плоча на родния дом на Георги Икономов
- Домът на Икономов в сливенския квартал Клуцохор
- Паметна плоча в Исторически музей Панагюрище